# エアフォース・ファルコンズ

エアフォース・カラーのMWのロゴ

エアフォース・ファルコンズ（英: Air Force Falcons）は、アメリカ合衆国の空軍士官学校のスポーツ競技チーム。NCAAディビジョンI所属。

## 競技チーム
| 男子スポーツ                            | 女子スポーツ     |
| --------------------------------------- | ---------------- |
| 野球                                    | バスケットボール |
| バスケットボール                        | ボクシング       |
| ボクシング                              | クロスカントリー |
| クロスカントリー                        | フェンシング     |
| フェンシング                            | 体操             |
| フットボール                            | サッカー         |
| ゴルフ                                  | 水泳・飛込       |
| 体操                                    | テニス           |
| アイスホッケー                          | 陸上†            |
| ラクロス                                | バレーボール     |
| サッカー                                |                  |
| 水泳・飛込                              |                  |
| テニス                                  |                  |
| 陸上†                                   |                  |
| 水球                                    |                  |
| レスリング                              |                  |
| 男女混合スポーツ                        |                  |
| ライフル射撃                            |                  |
| †屋外競技チームと室内競技チームがある。 |                  |